# Somália nos Jogos Olímpicos de Verão de 2024
Somália participou dos Jogos Olímpicos de Verão de 2024, que foram realizados na cidade de Paris na França, entre os dias 26 de julho e 11 de agosto de 2024.
A delegação foi composta por um único atleta masculino. Ali Idow Hassan competiu nos 800 metros do atletismo serviu como porta-bandeira na cerimônia de abertura para o país.

## Competidores
A seguir está a lista do número de competidores somalis nos Jogos.
| Esporte   | Masculino | Feminino | Total |
| --------- | --------- | -------- | ----- |
| Atletismo | 1         | 0        | 1     |

## Desempenho

### Atletismo
A Somália enviou um corredor de 800 metros para competir nos Jogos Olímpicos de 2024.
Eventos de pista e estrada
| Atleta          | Evento          | Baterias | Baterias | Repescagem | Repescagem | Semifinal   | Semifinal   | Final       | Final       | Ref.  |
| Atleta          | Evento          | Tempo    | Pos.     | Tempo      | Pos.       | Tempo       | Pos.        | Tempo       | Pos.        | Ref.  |
| --------------- | --------------- | -------- | -------- | ---------- | ---------- | ----------- | ----------- | ----------- | ----------- | ----- |
| Ali Idow Hassan | 800 m masculino | 1.48:72  | 8        | DNS        | DNS        | Não avançou | Não avançou | Não avançou | Não avançou | [ 5 ] |